# Mieczysław Biskupski (1886–1942)

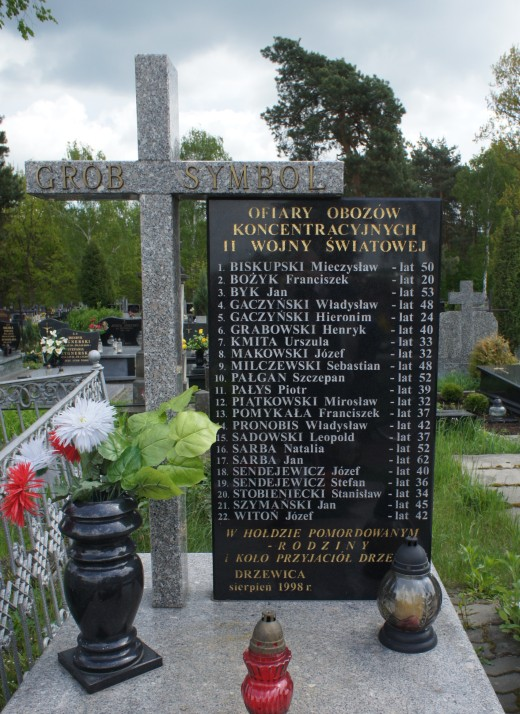
Symboliczny grób Mieczysława Biskupskiego w Drzewicy

Mieczysław Biskupski (ur. 6 listopada 1886 w Warszawie, zm. 10 grudnia 1942 w KL Auschwitz) – polski prawnik, korporant, oficer II Korpusu Polskiego w Rosji, rotmistrz Wojska Polskiego, urzędnik państwowy, oficer A.K.

## Życiorys
Rodzicami byli Wincenty Piotr Adam Biskupski herbu Szreniawa, adwokat, oraz Izabella z domu Bratkowska herbu Świnka.

### Wykształcenie
Mieczysław Biskupski uczęszczał w latach 1905–1907 do szkoły realnej E. Konopczyńskiego w Warszawie, pierwszej szkole z polskim językiem wykładowym na terenie zaboru rosyjskiego. W wyniku represji władz rosyjskich, matury wydawane przez polskie szkoły nie były uznawane na terenie Imperium Rosyjskiego. Mieczysław Biskupski zdał egzamin maturalny po rocznym kursie filologicznym w Sankt Petersburgu w 1908. To umożliwiło mu rozpoczęcie studiów na wydziale prawa Uniwersytetu w Dorpacie, który ukończył po czterech latach studiów. W czasie studiów był członkiem Konwentu Polonia, najstarszej, istniejącej do dziś, polskiej korporacji akademickiej.

### I wojna światowa
W 1913 Mieczysław Biskupski wstąpił do 15 Pułku Huzarów Imperium Rosyjskiego stacjonującego w Sierpcu. Ukończył szkołę podoficerską. W maju 1914 uczestniczył w manewrach 13 Pułku Dragonów stacjonującego w Lublinie. Po wybuchu I wojny światowej Mieczysław Biskupski został zmobilizowany i powołany w randze chorążego do 4 szwadronu 6 Pułku Huzarów z Mławy, wchodzącego w skład 6 Dywizji Kawalerii Imperium Rosyjskiego. Podczas operacji wschodniopruskiej 1914 uczestniczył w bitwach pod Działdowem, Mławą, Ciechanowem, Ostrowem, Wyszkowem, Szreńskiem i Sierpcem. W 1915 Mieczysław Biskupski został oddelegowany do Rygi w celu sformowania konwoju do transportu amunicji, został jego komendantem. Konwój został przydzielony do 24 Korpusu Armijnego Imperium Rosyjskiego. Przeszedł szlak bojowy Korpusu. Uczestniczył w bitwach nad jeziorem Narocz i nad Kanałem Ogińskiego w marcu 1916 podczas operacji wojsk rosyjskich służącej odciążeniu naporowi Niemców na Verdun, oraz w bitwie pod Łuckiem w czerwcu 1916 w ramach ofensywy Brusiłowa. W sierpniu 1916 Rumunia przystąpiła do wojny po stronie Ententy. Formacja, w której służył Mieczysław Biskupski, weszła w skład Frontu Rumuńskiego złożonego z wojsk rumuńskich i rosyjskich. Mieczysław Biskupski walczył w Dobrudży i na Bukowinie. W październiku 1917 został awansowany na podporucznika. W grudniu 1917 powstał II Korpus Polski złożony z Polaków – żołnierzy rosyjskich Frontu Rumuńskiego. Mieczysław Biskupski zgłosił się do formowanej w Suczawie na Bukowinie 4 Dywizji Strzelców. Został szefem wywiadu przy sztabie 4 Dywizji. Dowodził półszwadronem złożonym głównie z ochotników.

### Wojna polski-bolszewicka
Po rozformowaniu Dywizji w maju 1918 po bitwie pod Kaniowem, Mieczysław Biskupski powróci do Polski i wstąpił na służbę cywilną. Był zastępcą naczelnika wydziału komunikacji i kurierów dyplomatycznych Ministerstwa Spraw Zagranicznych i starszym sekretarzem Sądu Najwyższego. 29 lipca 1920 Mieczysław Biskupski powrócił do służby zweryfikowany w stopniu rotmistrza. Miał przydział do 10 Pułku Ułanów Litewskich.

### Okres międzywojenny
W 1924 kupił w Drzewicy tzw. „resztówkę” wraz z dworkiem i stawami oraz młynem. W połowie lat dwudziestych Mieczysław Biskupski, jako sędzia pokoju, został delegowany do Sądu Najwyższego. W 1927 został przyjęty w poczet adwokatów. Mieszkając w Warszawie był objęty ewidencją P.K.U. Warszawa Miasto III posiadając przydział mobilizacyjny do Zapasowej Kadry Oficerskiej Dowództwa Okręgu Korpusu nr I.

### II wojna światowa
Podczas niemieckiej okupacji Mieczysław Biskupski mieszkał w Drzewicy. Tam pełnił funkcję komendanta Placówki Drzewica, Rejon IV, Obwód Opoczno ZWZ-AK. We wrześniu 1942 został rozbity posterunek żandarmerii w Drzewicy. Mieczysław Biskupski został aresztowany podczas akcji represyjnej przez funkcjonariuszy komendy Sipo-SD na dystrykt radomski i osadzony w więzieniu w Tomaszowie Mazowieckim. Został przywieziony do KL Auschwitz, gdzie zginął 10 grudnia 1942.
Mieczysław Biskupski poślubił Marię Pstrągowską, córkę Tadeusza Longina Pstrągowskiego i Zofii z domu Oleńskiej.

## Ordery i odznaczenia
- Order Świętej Anny IV klasy za prowadzenie podjazdu bojowego, zatrzymanie kompanii niemieckiej próbującej oskrzydlić pułk w czasie bitwy pod Mławą (sierpnień 1914), za wyprowadzenie taboru pułku spod ognia artylerii niemieckiej w bitwie pod Szreńskiem (wrzesień 1914)[5],
- Order Świętego Stanisława III klasy za sformowanie transportu amunicyjnego (grudzień 1915)[5],
- Order Świętej Anny III klasy za dowodzenie transportem amunicyjnym w 1916[5].

## Upamiętnienie
- W 1998 z inicjatywy Koła Przyjaciół Drzewicy na miejscowym cmentarzu postawiona została tablica upamiętniające Mieczysława Biskupskiego i innych mieszkańców Drzewicy, którzy zginęli w niemieckich obozach koncentracyjnych.
- Na Cmentarzu Powązkowskim w Warszawie znajduje się jego grób symboliczny (kwatera 79-6-29/30/31)[14].